# Camille de Meaux
 (avril 2022).
Si vous disposez d'ouvrages ou d'articles de référence ou si vous connaissez des sites web de qualité traitant du thème abordé ici, merci de compléter l'article en donnant les références utiles à sa vérifiabilité et en les liant à la section « Notes et références ».
Marie-Camille-Alfred de Meaux, né à Montbrison (Loire) le 18 septembre 1830 et mort au château d'Écotay-l'Olme (Loire) le 4 novembre 1907, est un homme politique français. Il est ministre de l'Agriculture et du Commerce dans plusieurs gouvernements de la Troisième République (Buffet, Dufaure et de Broglie) du 10 mars 1875 au 9 mars 1876 et du 17 mai au 22 novembre 1877.

## Biographie
Né à Montbrison (Loire) le 18 septembre 1830, il est le fils de Barthélémy Augustin de Meaux et de Amélie Céline de Waters.
il collabore dans sa jeunesse au Correspondant, fut conseiller municipal de Montbrison et est élu, le 8 février 1871, représentant de la Loire à l'Assemblée nationale. 
Il prend place au centre droit, devient secrétaire de l'Assemblée, est rapporteur des préliminaires de paix, du projet pour la suppression de la garde nationale, du projet d'enquête sur le 18 mars, de la loi sur la municipalité de Lyon, vote pour la paix, pour l'abrogation des lois d'exil, pour la pétition des évêques, contre le service de trois ans, pour la démission de Thiers, pour le septennat, pour la loi des maires, et, membre de la commission des lois constitutionnelles, les repousse. 
Il entre le 10 mars suivant, dans le cabinet chargé de les appliquer, avec le portefeuille de l'Agriculture et du Commerce; dans un discours qu'il prononce à la chambre de commerce de Saint-Étienne, un mois après la droite refuse de le porter sur la liste des sénateurs inamovibles. Il est élu sénateur de la Loire, le 30 janvier 1876. Lors des élections législatives du 20 février suivant, il recommande, par une circulaire, à tous les agents sous ses ordres, de respecter et de faire respecter la liberté des suffrages. Il quitte le ministère le 8 mars suivant, et, au Sénat, prend place à l'extrême droite. 
Après l'acte du 16 mai, il reprend son portefeuille dans le ministère de Broglie-Fourtou (jusqu'au 22 novembre 1877) et recommande à ses agents de soutenir de tout leur pouvoir les candidats de Patrice de Mac Mahon. Conseiller général de Saint-Georges-en-Couzan, le vicomte de Meaux échoue au renouvellement triennal du Sénat, le 5 janvier 1879.
Membre de La Diana, il la préside de 1896 à sa mort.
Il épouse Élisabeth de Montalembert (1837-1913), fille de Charles de Montalembert et petite-fille de Félix de Merode.

## Publications
- La Révolution et l'Empire 1789-1815 (1867 et 1868)
- Les luttes religieuses au XVIe siècle (1879)
- La Réforme et la politique française en Europe jusqu'au traité de Westphalie (2 vol., 1889), prix Thérouanne de l’Académie française (1890)
- L'Église catholique et la liberté aux États-Unis (1892)
- Étude sur Montalembert (1892)
- Ma Vie (1911)

## Armes
Les armes de la famille de Meaux sont D'azur au chevron d'or, accompagné en chef de deux étoiles d'argent et, en pointe, d'un trèfle du même.

## Sources
- « Camille de Meaux », dans Adolphe Robert et Gaston Cougny, Dictionnaire des parlementaires français, Edgar Bourloton, 1889-1891 [détail de l’édition]